# Het weerwolfprincipe
Het weerwolfprincipe is een sciencefictionroman geschreven door de Amerikaan Clifford D. Simak. Het origineel verscheen in 1967 onder de titel The werewolf principle bij de uitgeverij G.P. Putnam’s Sons in New York. De roman werd in meerdere talen uitgegeven. Daar waar in de Verenigde Staten en andere landen tot Rusland en Japan aan toe herdrukken plaatsvonden, bleef het in Nederland bij één druk. Uitgeverij Het Spectrum bracht het in 1970 uit onder catalogusnummer 1441 uit in de Prisma Pocketsreeks in een vertaling van E. Kuiper-De Boer; de prijs was destijds NLG 2,50. 
De hoofdpersoon Andrew Blake belandt na eeuwen terug op Aarde. Hij was als biotechnische eenheid de ruimte ingezonden om buitenaardsen te onderzoeken. Door de techniek uit 2266 kon hij zich vrijwel in alle situaties aanpassen aan de plaatselijke bevolking zonder uiterlijk op te vallen. Eenmaal terug op Aarde blijft hij zich echter aanpassen aan de benodigde omstandigheden, steeds wisselend tussen de Denker, de Wisselaar en de Speurder. De genoemde techniek, waarvan Blake denkt dat die succesvol is geweest, is met het heenzending van hem afgeschaft en in de vergetelheid geraakt omdat de afdeling Ruimtezaken voor langere tijd niet had vernomen van de twee uitgezonden personen. De gedaantewisselingen, met name die tot weerwolf met armen, brengen Blake steeds verder in de problemen maar hij wordt steeds gered door Eileen Horton. Als de Aarde nog maar een oplossing kent voor Blakes probleem, wordt hij opnieuw de ruimte ingeschoten om voor zichzelf een leven op te bouwen. Hij denkt alleen te zijn, maar al spoedig stapt Eileen de regelkamer binnen; zij blijkt het enig andere gemodificeerde wezen te zijn.
De ontvangst van het boek was wisselend. Daar waar de een het een ambitieus idee vond, schreef collega-schrijver Fritz Leiber dat het geen overtuigend verhaal was.